# Jazovir Drenovets
Jazovir Drenovets (bulgariska: Язовир Дреновец) är en reservoar i Bulgarien.   Den ligger i regionen Vidin, i den nordvästra delen av landet, 120 km norr om huvudstaden Sofia. Jazovir Drenovets ligger 170 meter över havet. Arean är 0,48 kvadratkilometer. Den sträcker sig 0,5 kilometer i nord-sydlig riktning, och 2,1 kilometer i öst-västlig riktning.
Trakten runt Jazovir Drenovets består till största delen av jordbruksmark. Runt Jazovir Drenovets är det ganska glesbefolkat, med 26 invånare per kvadratkilometer.